# アフラトキシン全合成
アフラトキシン全合成（アフラトキシンぜんごうせい）では、アフラトキシン類と呼ばれる有機化合物の全合成について解説する。アフラトキシンは菌類から発見された天然物で、猛毒である。アフラトキシンの合成にはいくつかの目的があるが、それは有機合成の目標となる他の化合物と同様のものである。まず、伝統的な理由として、各種機器分析によって得られたスペクトルデータとあわせ、複雑な生体物質の構造を明らかにすることである。また、新たな試薬や反応の開拓などによって有機化学に発展をもたらし、天然にはみられない誘導体の合成をも可能にする。さらに、生体物質を合成によって作り出すことができれば、生物などからの抽出によって得られるものの代替品とすることができる。アフラトキシンの場合は特に、生物兵器へ応用するために大量生産が行われていたという疑いが持たれているという側面もある。
アフラトキシンB1のラセミ合成はBuechiらによって1967年に報告されており、アフラトキシンB2のラセミ合成はRobertsらによって1968年に報告されている。
スタンフォード大学のバリー・トロストの研究グループは2003年に (+)-アフラトキシンB1およびB2aの立体選択的全合成を達成した。また、2005年にはハーバード大学のイライアス・コーリーの研究グループがアフラトキシンB2のエナンチオ選択的合成を報告した。

## アフラトキシンB2の合成
アフラトキシンB2の全合成は、キノン 1 とエノールエーテル（2,3-ジヒドロフラン）の [2+3] 環化付加から始まる多段階の経路である。この反応はCBS触媒を用いて行い、エナンチオ選択的に進行させることができる。次に、得られた 2 をダフ反応でホルミル化する。3 のヒドロキシ基は無水トリフルオロメタンスルホン酸 (Tf2O) でトリフラートエステルとして保護し、以降の反応に備える。4 のアルデヒド部位をグリニャール試薬 (CH3MgBr) でメチル化してアルコール 5 とし、さらにデス・マーチン酸化によりケトン 6 に変換する。6 をバイヤー・ビリガー酸化に付して生成するエステル 7 をラネーニッケルを用いて還元すると、アセチル基が取り除かれてフェノール性ヒドロキシ基が得られると共に、トリフラート基が除去される。最後の段階では炭酸亜鉛の存在下で 8 にビニルブロミド誘導体を反応させ、エチルエステルのエステル交換と同時にベンゼン環とのカップリングを行うことにより、クマリン骨格を導入する。